# Station Wraysbury
Wraysbury is een spoorwegstation van National Rail in Wraysbury, Windsor and Maidenhead in Engeland. Het station is eigendom van Network Rail en wordt beheerd door South Western Railway. 